# フラガリア・ニルゲルレンシス
Fragaria nilgerrensisは、南アジアおよび東南アジア原産の野イチゴの一種である。果実の味わいは乏しく、商業的な価値はない。
全てのイチゴは7本の染色体からなる基本半数体を持つ。Fragaria nilgerrensisは、これらの染色体を2対、計14本の染色体を持つ2倍体である。